# Wójtowa Wieś (gmina)
Wójtowa Wieś – dawna gmina wiejska istniejąca w latach 1945–1954 w woj. śląskim i woj. opolskim (dzisiejsze woj. opolskie). Siedzibą władz gminy była Wójtowa Wieś (od 1975 część Opola)
Gmina zbiorowa Wójtowa Wieś powstała po II wojnie światowej (w grudniu 1945) w powiecie opolskim na terenie tzw. Ziem Odzyskanych (tzw. I okręg administracyjny – Śląsk Opolski), powierzonym 18 marca 1945 administracji wojewody śląskiego, a z dniem 28 czerwca 1946 przyłączonym do woj. śląskiego (śląsko-dąbrowskiego). 
Według stanu z 1 stycznia 1946 gmina składała się z 7 gromad: Wójtowa Wieś, Chmielowice, Chrząszczyce, Chrzowice, Folwark, Górki i Winów. 6 lipca 1950 zmieniono nazwę woj. śląskiego na katowickie; równocześnie gmina Wójtowa Wieś wraz z całym powiatem opolskim weszła w skład nowo utworzonego woj. opolskiego.
Według stanu z 1 lipca 1952 gmina składała się z 7 gromad: Chmielowice, Chrząszczyce, Chrzowice, Folwark, Górki, Winów i Wójtowa Wieś. Gmina została zniesiona 29 września 1954 wraz z reformą wprowadzającą gromady w miejsce gmin. Jednostki nie przywrócono 1 stycznia 1973 wraz z kolejną reformą reaktywującą gminy.